# Euchlaenidia transcisa
Euchlaenidia transcisa là một loài bướm đêm thuộc phân họ Arctiinae, họ Erebidae.